# Ayeshteni
Ayeshteni — четвёртый альбом бельгийской певицы Наташи Атлас, вышедший в  2001 году. Диск вышел в двух версиях: международной и французской.

## Список композиций
1. «Shubra» — 5:40
2. «I Put a Spell on You» — 3:39
3. «Ashwa» — 6:00
4. «Ayeshteni» — 4:54
5. «Soleil D’Egypte» — 3:11
6. «Ne Me Quitte Pas» — 4:27
7. «Mish Fadilak» — 5:07
8. «Rah» — 6:17
9. «Lelsama» — 5:48
10. «Fakrenha» — 5:04
11. «Manbai» (Nitin Sawhney remix) — 7:47

Французская версия
1. «Shubra» — 5:40
2. «Le Goût Du Pain» — 3:37
3. «Ashwa» — 6:00
4. «Ayeshteni» — 4:54
5. «Ne Me Quitte Pas» — 4:27
6. «Mish Fadilak» — 5:07
7. «Rah» — 6:17
8. «I Put a Spell on You» — 3:39
9. «Lelsama» — 5:48
10. «Fakrenha» — 5:04
11. «Manbai» — 10:13
12. «Mish Fadilak» (French version) — 4:03

## Чарты
| Чарт (1999)          | Высшая позиция |
| -------------------- | -------------- |
| Belgian Albums Chart | 46             |
| French Albums Chart  | 36             |
| Swiss Albums Chart   | 97             |
| UK Albums Chart      | 141            |